# Liutberge de Lombardie
Liutberge, née vers 750 et morte vers 793, est une princesse lombarde, fille du roi Didier. Ayant épousé le duc Tassilon III de Bavière en 763, elle devient duchesse de Bavière.

## Biographie
Fille du roi Didier de Lombardie († ap. 786) et de son épouse Ansia, Liutberge est la sœur du prince Adalgis et de Désirée de Lombardie, la première épouse officielle de Charlemagne qui fut répudiée avant 771 pour cause de stérilité. 
En 763 (ou 769), elle fut mariée avec le duc Tassilon III de Bavière, un membre de la dynastie des Agilolfing. À cette époque, le souverain de la Bavière chercha une autonomie accrue à l'égard du royaume des Francs ; un rapprochement avec le roi des Lombards doit contribuer à renforcer sa position. 
En 777, probablement à l'occasion de la création de l'abbaye bénédictine de Kremsmünster, le couple ducal a donné le calice de Tassilon.
Néanmoins, après la conquête du royaume lombard à la suite du siège de Pavie en 774, Tassilon III avait perdu son allié majeur. Il resta au pouvoir en Bavière jusqu'en 788, lorsqu'il a été soumis à un procès par Charlemagne au palais impérial d'Ingelheim ; destitué, il est relégué dans l'abbaye de Jumièges. De même, son épouse, accusée dans les Annales regni Francorum d'avoir lancé des incitations à l'encontre des Francs, a été expédiée dans un monastère. 
En 794, Tassilon est amené au synode de Francfort, où Charlemagne le fait renoncer publiquement à tout pouvoir ; à ce temps, Liutberge est déjà décédée.

## Généalogie
```
   ┌─ X
┌─ 
Didier de Lombardie
 (756-† ap.774), 
duc de Toscane
, 
roi des Lombards
 (-774).
│  └─ X
│

Liutberge de Lombardie

│
│  ┌─ X
└─ 
Ansia
 (?-?).
   └─ X
```

```
Liutberge de Lombardie

 ép. 
Tassillon
 
III
 de Bavière
 (cf. 
Agilolfing
)
```

## Télévision
- Charlemagne, le prince à cheval, téléfilm franco-italo-germano-luxembourgeois en trois parties, réalisé par Clive Donner, et diffusé la première fois sur France 2 en 1993, avec Valentine Varela dans le rôle de Liutberge.